# ساعات کار (فیلم)
ساعات کار (به انگلیسی: Straight Time) فیلمی محصول سال ۱۹۷۸ به کارگردانی اولو گروسبارد است. در این فیلم بازیگرانی همچون داستین هافمن، هری دین استنتون، گری بیوسی، تریسا راسل، ام. امت والش، کتی بیتس، سندی بارون و جیک بیوزی ایفای نقش کرده‌اند.